# Huntsville (Missouri)
Huntsville település az Amerikai Egyesült Államok Missouri államában, Randolph megyében, melynek megyeszékhelye is. Lakosainak száma 1376 fő (2020. április 1.).

## Népesség
A település népességének változása:

| 2010 | 1 564 |
| 2020 | 1 376 |